# Aleksej Borovitin
Aleksej Aleksejevitj Borovitin (ryska: Алексей Алексеевич Боровитин) född 14 februari 1954 i Kirov är en sovjetisk tidigare backhoppare som tävlade för Sovjetunionen. Han representerade Dynamo Kirov.

## Karriär
Skid-VM
Aleksej Borovitin deltog i sin första internationella tävling i Skid-VM 1974 i Falun i Sverige. I första backhoppstävlingen, i normalbacken, lyckades han vinna en bronsmedalj, efter östtyskarna Hans-Georg Aschenbach som vann guldet 19,6 poäng före Borovitin och Dietrich Kempf som vann silvermedaljen 1,9 poäng före. I stora backen lyckades Borovitin nästan att kopiera bedriften från normalbacken, men slutade som nummer fyra, 15,8 poäng efter dubbla världsmästaren Hans-Georg Aschenbach och 2,5 poäng från prispallen.
Under Skid-VM 1978 i Lahtis i Finland vann Borovitin en ny bronsmedalj i normalbacken. Igen vann Östtyskland en dubbel i en jämn tävling, med Matthias Buse som guldvinnare 3,2 poäng före Borovitin. Silvermedaljören Henry Glass var endast 0,5 poäng före Borovitin. 
Olympiska vinterspelen
Borovitin tävlade i sitt första OS i Innsbruck i Tyrolen i Österrike 1976. I normalbacken i Seefeld in Tirol triumferade östtyskarna igen med en dubbelseger. Hans-Georg Aschenbach vann före Jochen Danneberg. Borovitin var 27,1 poäng efter guldvinnaren och 17,1 poäng från prispallen. I stora Bergiselbacken i Innsbruck blev Borovitin nummer 19. Österrikarna Karl Schnabl och Toni Innauer vann en dubbelseger.
Under olympiska spelen 1980 i Lake Placid i USA startade backhoppningen i normalbacken i MacKenzie Intervale Ski Jumping Complex. Borovitin slutade på en 21:e plats, 46,0 poäng efter segrande Toni Innauer. I stora backen blev Borovitin nummer 36 av 50 startande, hela 77,6 poäng efter segrande Jouko Törmänen från Finland.
VM i skidflygning
I Världsmästerskapen i skidflygning 1977 i Vikersund i Norge blev Aleksej Borovitin nummer fyra, endast 3,0 poäng från prispallen. Walter Steiner från Schweiz blev först att vinna världsmästerskapen i skidflygning två gånger. Han var 25,0 poäng före Borovitin. Borovitin deltog också i VM i skidflygning 1979 i Planica. Då blev han nummer 14.
Tysk-österrikiska backhopparveckan
Aleksej Borovitin har startat i tysk-österrikiska backhopparveckan åtta gånger och fullföljt tävlingen fem gånger. Det bästa resultatet i en deltävling kom i Garmisch-Partenkirchen 1 januari 1976 då han blev nummer 5. Bästa placering sammanlagt var i säsongen 1975/1976 då han blev nummer 11 totalt.
Världscupen
Världscupen i backhoppning startade säsongen 1979/1980. I första säsongen blev Borovitin nummer 75 sammanlagt efter fyra starter. Han hade också fyra starter i världscupen säsongen 1980/1981 och blev nummer 70. Bästa resultatet i en deltävling kom i Innsbruck 4 januari 1980.
Andra tävlingar
Aleksej Borovitin blev sovjetisk mästare sju gånger. Han vann backhoppstävlingarna i stora backen i Lahtisspelen två gånger, 1974 och 1977. Borovitin vann även Holmenkollrennet under Holmenkollen skifestival 1977 före Thomas Meisinger från DDR och Walter Steiner från Schweiz.